# Nagydemeter

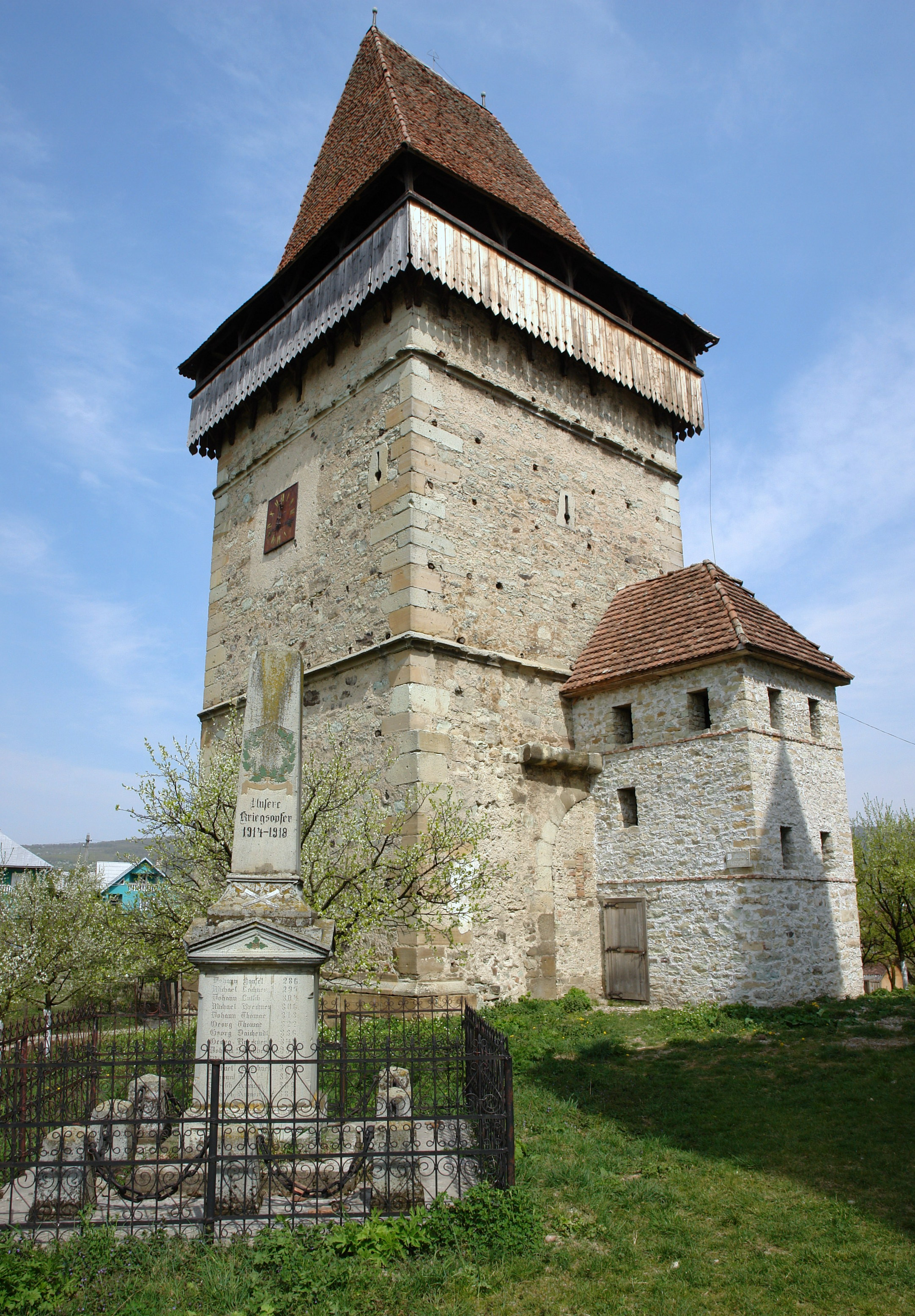
Nagydemeter erődtemplomának tornya, a Beszterce-vidéki szászok egyik szép műemlék-tauja

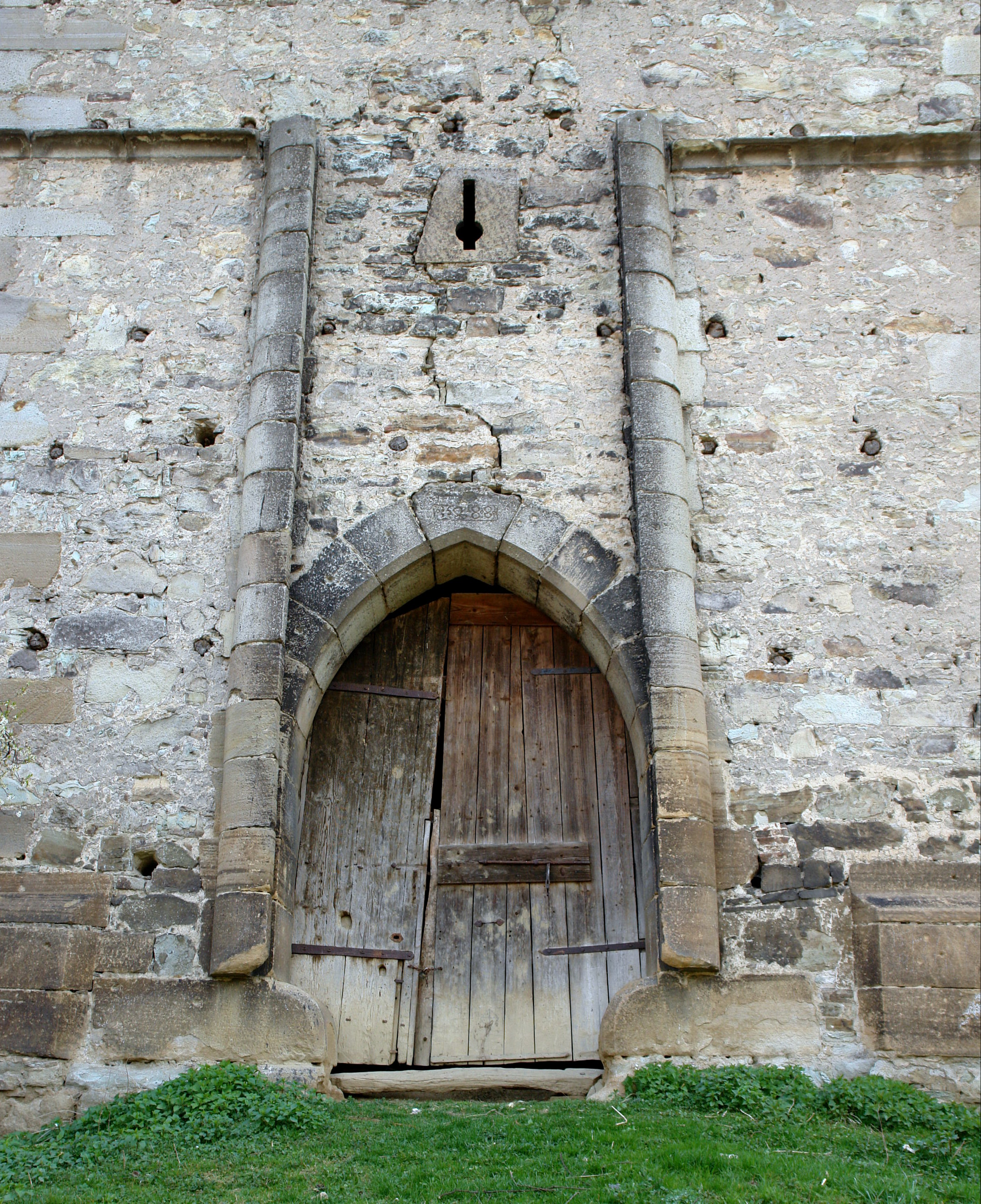
Az erődtemplom kapuja

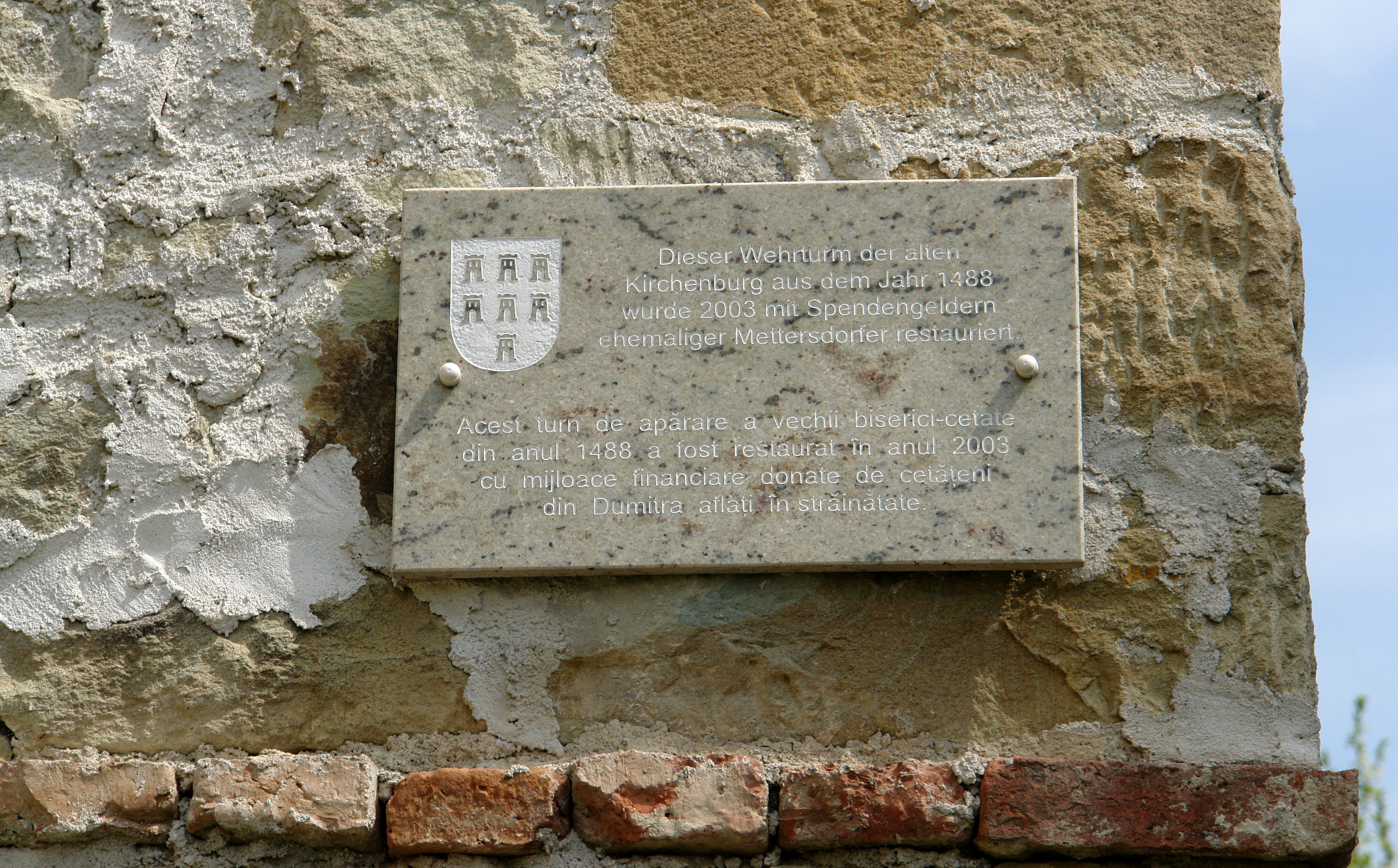
Emléktábla az erődtemplomának falán

Nagydemeter (románul Dumitra, németül Mettersdorf, az erdélyi szász nyelven Mättersdraf) település Romániában, Beszterce-Naszód megyében.

## Fekvése
Besztercétől 13 km-re északra, Naszódtól 10 km-re délre, Csépán, Szásztörpény és Pinták közt fekszik.

## Története
1317-ben Demetrii néven említik először. Ekkor már saját plébániatemploma volt, amelyet Szent János tiszteletére szenteltek fel.
A település már jóval régebbi lehet, valószínűleg az Erdélybe betelepülő szászok a 12. század közepén hozták létre.
XI. Gergely pápa a nagydemeteri plébánost, Panti Mihályt erdélyi kanonokká nevezte ki. 1447 előtt a falu plébánosa, Johannes Witich egyúttal püspöki vikárius is volt.
1472-ben Mátyás király rendeletére a település templomának patrónusa Beszterce városa lett.
A 17. század elején a település teljesen elnéptelenedett, csak egyedül a plébános maradt életben, a többi lakossal vagy a háborús pusztítások, vagy az ezt követő pestisjárvány végzett. A 18. század elejére azonban kiheverte a veszteségeket, mert ekkor már újra népes szász településként volt nyilvántartva.
A trianoni békeszerződésig Beszterce-Naszód vármegye Jádi járásához tartozott.
A második világháború után német lakosságát kitelepítették, helyükre románokat telepítettek.

## Lakossága
1910-ben 1677 lakosa volt, ebből 1407 német, 131 román, 123 cigány és 16 magyar.
2002-ben 2692 lakosából 2642 román, 46 cigány és 4 magyar volt.

## Látnivaló
- Volt lutheránus, jelenleg ortodox temploma a 13. század táján épülhetett, külső tornya viszont csak 1488-ban. Gótikus stílusú, nagyméretű kapubástyával rendelkezik. A templom középkori emléke egy reneszánsz díszítésű kehely, a 16. századból.

## Fata
Fata, Fatatelke is itt feküdt egykor a településtől északnyugatra. A dobokai várhoz  tartozó tatárjárás  előtti falu volt, amely több más településsel együtt áldozatul  esett  a 
szomszédos szász községekkel való állandó határviszályoknak.

## Története
Fata nevét 1270-1272 között, említette először oklevél Fathai Herman nevében.
1285-ben Facha, 1297-ben Fatha, alakban említették, ekkor Fatai Herman fia Miklós eladta az Erked, Oroszfája és Köbölkút (Kolozs vármegye) között fekvő földjét, amelyet még apja kapott V. István királytól. 1429-ben birtokosai magvaszakadtával, Nagydemeter és Törpény szász lakói szereztek rá királyi adományt (Ub IV. 283). 1430 után egymással perben álló birtokosai a régóta folyó határperben kiegyeztek. A falu a 15. század első felére elnéptelenedett. Ma Nagydemetertől északnyugatra fekvő puszta.